# Thierry Bin
Thierry Chantha Bin  (né le 1er juin 1991 à Villepinte en Seine-Saint-Denis) est un footballeur international cambodgien, qui évolue au poste de milieu de terrain pour le club du Preah Khan Reach, au Cambodge.

## Biographie
Thierry Bin, qui a défendu les couleurs de la France dans la catégorie des moins de 16 ans, puis joué en division CFA-2 (Aubervilliers et Strasbourg), a désormais recentré ses ambitions sur le PPCFC : 

« Mon objectif avec ce club c’est de gagner le plus de titres possible et le faire redevenir le meilleur club du Cambodge »

À peine descendu de l’avion l’ayant mené de Paris à Phnom Penh, une dizaine de journalistes est venue à l’aéroport pour l’accueillir.
Depuis son arrivée, Thierry Bin est un ambassadeur du football franco-cambodgien avec son coéquipier Boris Kok, notamment à travers les réseaux sociaux et les médias nationaux. Son avenir est aujourd'hui au Cambodge, après une bonne saison et près de 25 matchs, un but et huit passes décisives. 

## Palmarès
- 3e du Championnat du Cambodge de football 2012-2013
- Meilleur joueur de la saison 2013 par les fans du Phnom Penh Crown